# Distrito de Paucartambo (Pasco)
El Distrito de Paucartambo es uno de los trece que conforman la provincia peruana de Pasco situada en la parte suroccidental del departamento homónimo. Limita por el norte con el Distrito de Huachón; por el sur con el Distrito de Ulcumayo (Junín); por el este con el Distrito de Ulcumayo (Junín) y el Distrito de Chontabamba (Oxapamapa); y, por el oeste con el Distrito de Ninacaca (Pasco) y con el Distrito de Carhuamayo (Junín).(Cusco)
Desde el punto de vista jerárquico de la Iglesia católica forma parte de la diócesis de Tarma, sufragánea de la arquidiócesis de Huancayo.

## Historia
Durante el período colonial se crea oficialmente Paucartambo, en el año de 1692, cuando por Real Cédula, son cedidas esas tierras como obraje a la dama española Ana María Tello. Para entonces los grupos humanos de Marca Marca -habitantes del sistema incaico-, ya habían hace tiempo evacuado hacia la zona baja, y una mayoría puso su afincamiento en poblaciones que hoy constituyen la capital del distrito, y los otros formaron poblaciones menores que actualmente persisten como anexos o centros poblados, tales como: lo que fuera ayer Huamparac, hoy Bellavista, Auquimarca y otros como haciendas o pequeños obrajes de la zona.
En la Guerra de Independencia participaron elementos paucartambinos en forma activa, de manera especial en la Batalla de Junín.
Durante la República, Paucartambo siguió recepcionando en sus tierras gente de otras regiones, de modo que la zona urbana iba asentándose con proyecciones de mayor crecimiento físico y poblacional. Del mismo modo, los pueblos marginales y los productos que se extraían del campo a través de la agricultura eran transportados en caravanas de piaras de bestias de carga a la ciudad de Lima y centros mineros de la zona. Todos estos factores de productividad y producción, hicieron posible que Paucartambo fuera elevado a la categoría de distrito mediante el Decreto Ley del 2 de enero de 1857.
Durante la Guerra con Chile, Paucartambo aportó económicamente, y en los campos de batalla, particularmente en la Campaña de la Breña, bajo el mando de Andrés Avelino Cáceres. Fue durante este período que Paucartambo al igual que otros pueblos del Perú, recibió serios abusos por parte de los chilenos, pues sacrificaban o robaban los ganados y ultrajaban a la población femenina.
El 26 de marzo de 1906, por Testimonio y Escritura Pública, Juan Gallo piazza otorga en venta a Paucartambo cientos de hectáreas de tierras, entre las zonas de Chiquiacocha y otros terrenos que más adelante fueron pretendidos por otras comunidades.
El año de 1913 la comunidad campesina de Ulcumayo pretende posesionarse de los terrenos de la comunidad de Paucartambo, desde el puente denominado Terrado Paquisha, hasta el paraje denominado Playa, desconociendo de un plumazo los títulos de propiedad, que a la sazón tenían más 200 años, litigio que dio lugar a que terminara en forma trágica para la comunidad, pues el ocho de diciembre del mencionado año, comuneros ulcumaínos, impelidos por sus autoridades, ocuparon la zona de Playa y lejos de parlamentar con las autoridades y comuneros de Paucartambo, los recibieron con piedras y armas de fuego. En esas circunstancias murieron Rufino Galván Orellana, Clemente Santos, Luciano Vega y Santos Santillán.
Por la tarde de ese luctuoso día, la comunidad se entera del brutal desastre y, de inmediato, suspende los festejos que se efectuaban en honor de la venerada tricentenaria Imagen Patrona del pueblo, Virgen Inmaculada Concepción.
Posteriormente, este problema es elevado a las autoridades superiores, quienes fallan a favor de la comunidad de Paucartambo, al evidenciarse títulos de propiedad excepcionales que, muy pocas comunidades del Perú pueden exhibir. En este mismo decenio, por Decreto Ley N.º 3028 del 30 de diciembre de 1918, Paucartambo es elevado, por segunda vez a la categoría de Distrito, desanexándose definitivamente de la vieja Ninacaca.
El 6 de agosto de 1926, es reconocido por Resolución del Ministerio de Fomento la Comunidad de Paucartambo, procediéndose a su inscripción, en la sección respectiva, actuando como Presidente de la República, el Sr. Rada y Cambio, según consta en archivos.
El año 1936, una vez más Paucartambo se halla en problemas con Quiparacra como antaño Ninacaca, pretende las tierras paucartambinas, atribuyéndose propiedad sobre ellas. Zonas como Chiquiacocha y más tarde Hualca Lanturache y Tingo son pretendidas. Este litigio se determinó cuando el Ministerio del Ramo nombró un Tribunal Arbitral que presidió Aurelio Villagarcía, así como Félix Silva, árbitro de Quiparacra, Emilio Lira y posteriormente Aliaga, árbitros de la comunidad de Paucartambo, cuyas diligencias arbitrales dieron comienzo el primero de junio de 1937.
El 27 de enero de 1939, el Tribunal Arbitral de marras evacúa su fallo a favor de la comunidad campesina de Paucartambo, situación que la comunidad de Quiparacra quiere desconocer, solicita la anulación del laudo arbitral con fecha del 20 de enero de 1940, solicitud que Juan Luis Mercado, Director de Asuntos Indígenas declaró improcedente.
En agosto de 1940, Carhuamayo, otro vecino paucartambino también pretende terrenos de esta comunidad. Esta pretensión era más ambiciosa todavía, ya que se atribuían ser propietarios de zonas como "Huanin", "Mancacota", "Chahuash", Capillas y otros pastales, hasta Cutuchaca. Naturalmente esta intentona no prosperó, pues los carhuamaínos no poseían ningún documento que probara sus pretensiones.

## Geografía
El distrito de Paucartambo, conocido en estos últimos tiempos como el valle agrícola e hidroenergético, se encuentra ubicado en la parte Oriental de la provincia de Pasco, en las regiones Yunga, Quechua, Suni y Puna (jalca).
Su capital, Paucartambo, se encuentra a 96 km de Cerro de Pasco.
Cuenta con una superficie de 704,33 km².
- Altitud: 2880 m s. n. m. (metros sobre el nivel del mar) latitud sur 10° 46′ 13″, longitud oeste 75° 48′ 39″ en la capital del distrito.

- Producción agrícola: maíz, papa, legumbres, etc.

- Producción ganadera: vacunos, ovinos, porcinos, equinos, alpacas y llamas.

- Producción minera*. Es la más importante actividad económica del departamento, pero no del distrito. Se explotan plomo, plata, zinc, cobre y gran cantidad de metales finos que se emplean en la industria electrónica.

- Producción hidroenergética. La represa de Yuncán es su principal aporte a nivel energético en la región Pasco y a nivel del centro del Perú.

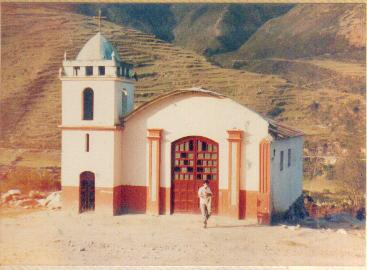
La fe adorable que muchas veces el destino blasfema, en el Distrito de Paucartambo, Pasco, Perú.

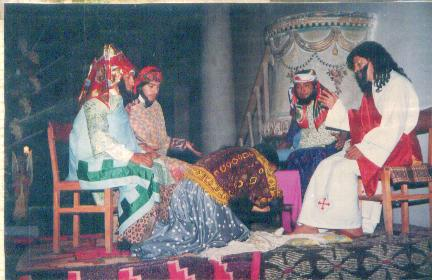
Dramatización de un pasaje de la biblia en la iglesia de Paucartambo, Pasco, a propósito de la Semana Santa. De izq. a der. Toño Monzón, Jorge Carrión, José Plascencia como los discípulos y Máximo Lugo Soto como el Nazareno. En el medio, como María Magdalena la hermana Landa.

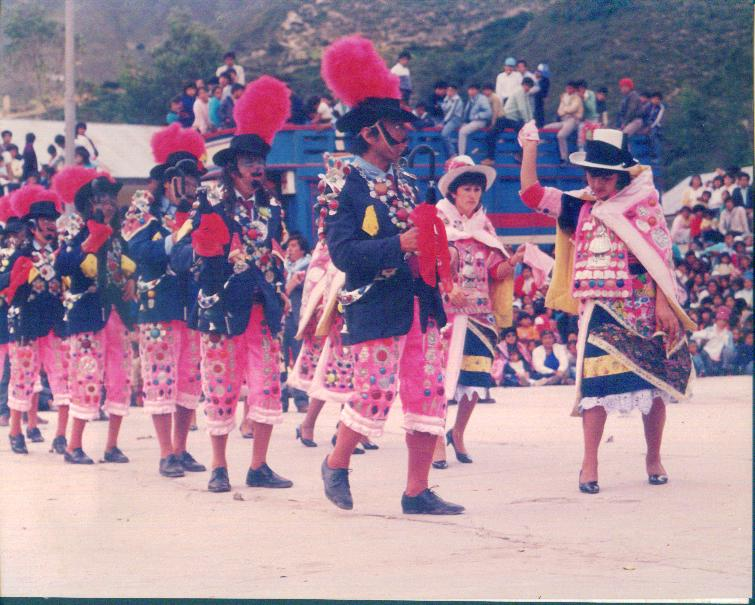
Concurso de danzas típicas de la región central del Perú durante la celebración de las festividades del Señor de Ancara

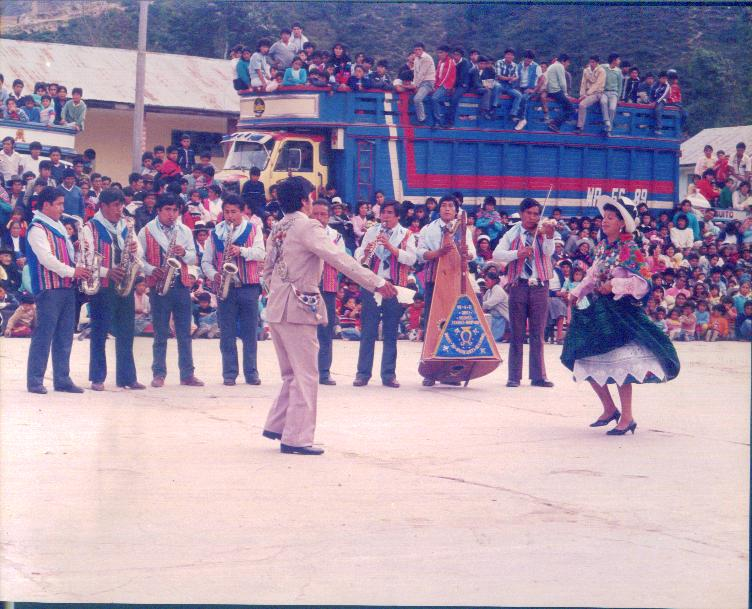
Concurso de danzas típicas de la región central del Perú, donde el huayno "La Flor del Picahuay" es una interpretación obligatoria durante las festividades del Señor de Ancara.

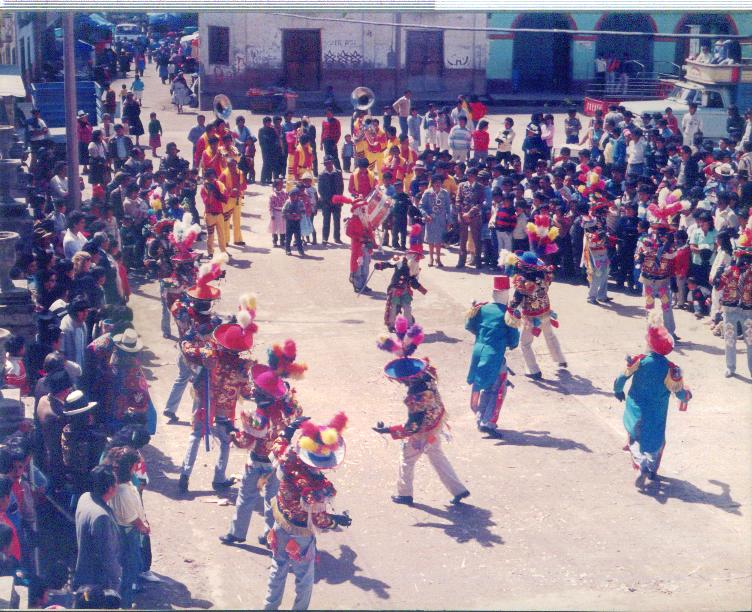
Festividad del Señor de Ancara, en Paucartambo, Pasco. Mayordomos: Clotilde Aguilar y Orbal Medroa Soto.

## División administrativa
En 1857, es reconocido como pueblo y, luego de su creación, como distrito (30 de diciembre de 1918, mediante Ley N.º 3028). Paucartambo estuvo conformado por los caseríos de: Rányac (Liriopampa), Huamparac (Bellavista), Tayapampa, San Mateo de Tambillo, Manicotán, Auquimarca y Aco; y las haciendas de Manto, Santos, San José, Hualca y Tingo.
Actualmente, el Distrito de Paucartambo está conformado por pujantes anexos:
- Aco, Cantapaccha, Cutuchaca, Pumarauca Santa Rosa de Jatunyacu.

- Centro poblado de Auquimarca con los anexos: El Milagro, Mallán, Pampa Hermosa, San Jacinto, Tindalpata, Tingo de Hualca.

- Centro poblado menor de Bellavista, sus anexos: Escalón, La Libertad, La nueva Esperanza.

- Centro poblado menor de Chupaca conformado por: Cochambra, La Florida y Liriopampa.

- Centro poblado menor de Huallamayo con: Agomarca, Huambrac, Chinchanco, Manicotán, San Mateo, Mashampampa, San Juan, Tambillo, Casa Blanca, Tayapampa y Pucará.

- Centro poblado menor de La Victoria con: Acopalca, Aguascancha, Kilómetro 30 y San José.

## Aporte cultural
El arte pictórico de Leoncio Lugo Bao, es uno de los legados más destacados que luce la región Pasco. Leoncio nace el 24 de abril de 1901 en la briosa localidad de Paucartambo. Fue fiel seguidor de la corriente indigenista que en aquel entonces era la piedra angular del arte peruano bajo los destacados pinceles de José Sabogal, Julia Condecido y Jorge Vinatea Reinoso. Leoncio comparte la fama y amistad de muchos de ellos, siendo catalogado como el máximo representante del indigenismo en la Región Central del Perú.
La festividad principal del pueblo acontece cada 28 de mayo, fecha en la que se venera al "Señor de Ancara". Esta festividad ha llegado a ser catalogada como una de las más importantes celebraciones en el mes de las cruces del centro del Perú. Comparte honores con el Señor de Muruhuay de Tarma.

## Autoridades

### Municipales
El Distrito de Paucartambo, como todos los distritos altoandinos peruanos, cuenta con sus respectivas autoridades edilicias desde tiempos de su creación como Distrito. Una rápida mirada en retrospectiva nos lleva a ubicar en el tiempo, entre tantos, a alcaldes como:
Abelardo Monzón, Orbal Medroa Soto, Thomas Campos, Quirimón Cuillar, Miguel Lugo, José de la Cruz Zamudio, Gaudencio Atahuamán, César Atahumán, Wenceslao Orozco, César Arzapalo Imbertiz (1996), Klever Meléndez, Rebeca Alania Suárez, Clayton Flavio Galván Vento y el recientemente alcalde electo del Distrito: Jorge Teófilo Escandón Huaynate, por el período edil 2015-2018.
Anotamos el año 1996, como punto de inflexión a nivel de los presupuestos del estado peruano que se comenzaron a asignar luego de este período edil, con el agregado del CANON MINERO, que incrementó significativamente los recursos económicos hacia obras de envergadura en materia hidroenergética y agrícola.
- 2003 - 2006
  - Alcalde: Klever Uribe Meléndez Gamarra 2007 - 2010
  - Alcalde: Rebeca Alania Suárez.
- 2011-2014[2]
  - Alcalde: Clayton Flavio Galván Vento, de la Agrupación Independiente Si Cumple (SC).
  - Regidores: José Alvar Chávez Dueñas (SC), Walter José Suárez Melo (SC), Yaneth Karina Mosquera Machacuay (SC), Silvia Redi Castro Melendres (SC), Efren Pompeyo Cóndor Chacón (Somos Perú).[3]
- 2015-2018
  - Alcalde: Jorge Teófilo Escandón Huaynate, del Partido Democrático Somos Perú.
- 2019-2022
  - Alcalde: Luis Marin Pomachagua Osorio
- 2023-2026
  - Alcalde: Rómulo Maximiliano Velásquez

### Religiosas
- Diócesis de Tarma[4]
  - Obispo (2001-2014): Mons. Richard Daniel Alarcón Urrutia.